# Letiště Sao Vàng
Vietnamské letiště Sao Vàng (vietnamsky: Cảng hàng không Sao Vàng, Sân bay Sao Vàng) se nachází 45 km západně od města Thanh Hóa v provincii Thanh Hóa.
Je to letecká základna a civilní zařízení jsou ve výstavbě pro civilní lety od ledna 2013. První civilní let od Saigonu začne 1. ledna 2013.

## Letecké společnosti a destinace
- Vietnam Airlines - (Ho Či Minovo Město [1. ledna 2013])